# Villa Hilaria
Villa Hilaria es el nombre que recibe la parte más elevada del barrio de La Higuerita, limítrofe con el Barrio de Gracia y Finca España, en el municipio de San Cristóbal de La Laguna, en la isla de Tenerife (Canarias, España). Constituye un sector de la entidad de población conocida como La Cuesta, localizada en la franja meridional del municipio.

## Características
Antiguamente esta zona fue una urbanización privada que estaba cercada por un muro, el cual recorría las actuales calle Juan Pedro García y calle Montaña Tahiche por las partes superior e inferior, respectivamente. A finales de los años 1980, entre 1987 y 1989, se derribó el muro que separaba a este lugar del resto de barrios de su alrededor, integrándolo así con el resto de La Higuerita.

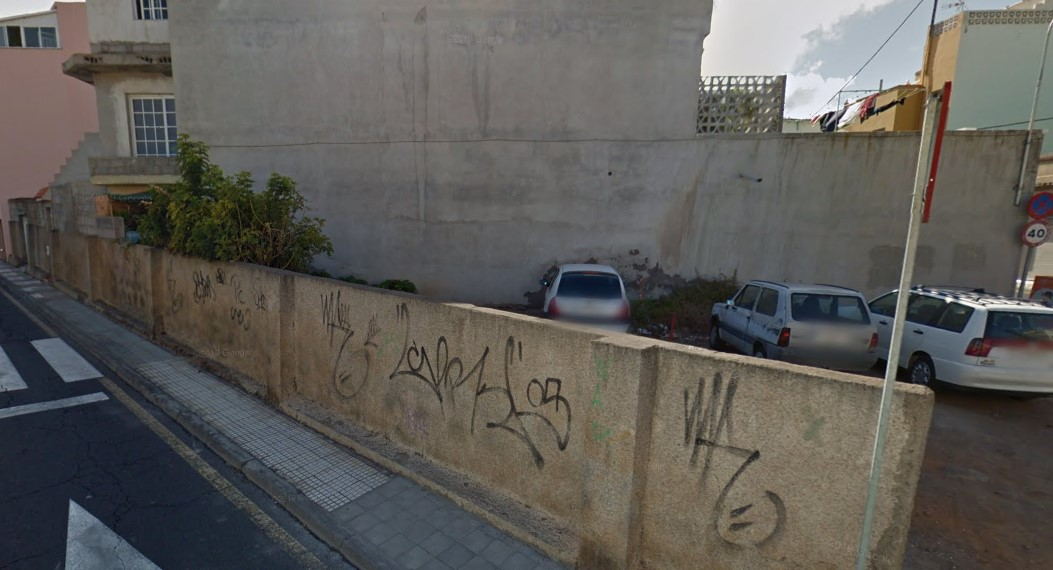
A día de hoy, podemos observar restos de este antiguo muro. Se puede observar también como parte de esta estructura ha sido aprovechada para formar parte de viviendas.

En los últimos años del siglo XX, coincidiendo con el comienzo del "Boom" urbanístico, empieza la construcción de numerosas viviendas, nuevas calles (cabe destacar el derribo del muro de la calle Dr. Planelles, que ponía fin a la urbanización privada de los chalets construidos en la mencionada vía), nuevos parques, nuevas plazas y una nueva asociación de vecinos. De esta manera concluían la urbanización de este lugar y la integración urbanística con el resto del barrio de La Higuerita.
Podemos distinguir este lugar del resto del barrio de La Higuerita por la numerosa presencia de espacios públicos, así como la predominancia de viviendas seriadas, en lugar de la tradicional vivienda de autoconstrucción que predomina en el resto del barrio.
Esta pequeña urbanización ocupa el espacio que hay en la parte más cercana entre el Barranco Gomero y el Barranco de Santos.

## Demografía
No aparece como entidad independiente en los censos de población al ser englobado, junto a otros barrios, en La Cuesta.